# Огоста (стадіон)
«Огоста» (болг. Стадион „Огоста“) — багатофункціональний стадіон у Монтані, Болгарія. Зараз на ньому свої домашні матчі проводить місцевий футбольний клуб «Монтана». Стадіон розрахований на 6000 місць.
- Рекорд відвідуваності стадіону був під час матчу «Монтани» проти «ЦСКА» з Софії. Тоді на стадіоні було 11,500 глядачів.

- Назва стадіону походить від річки Огоста, що протікає через однойменне місто.